# Sky Park (Bratislava)

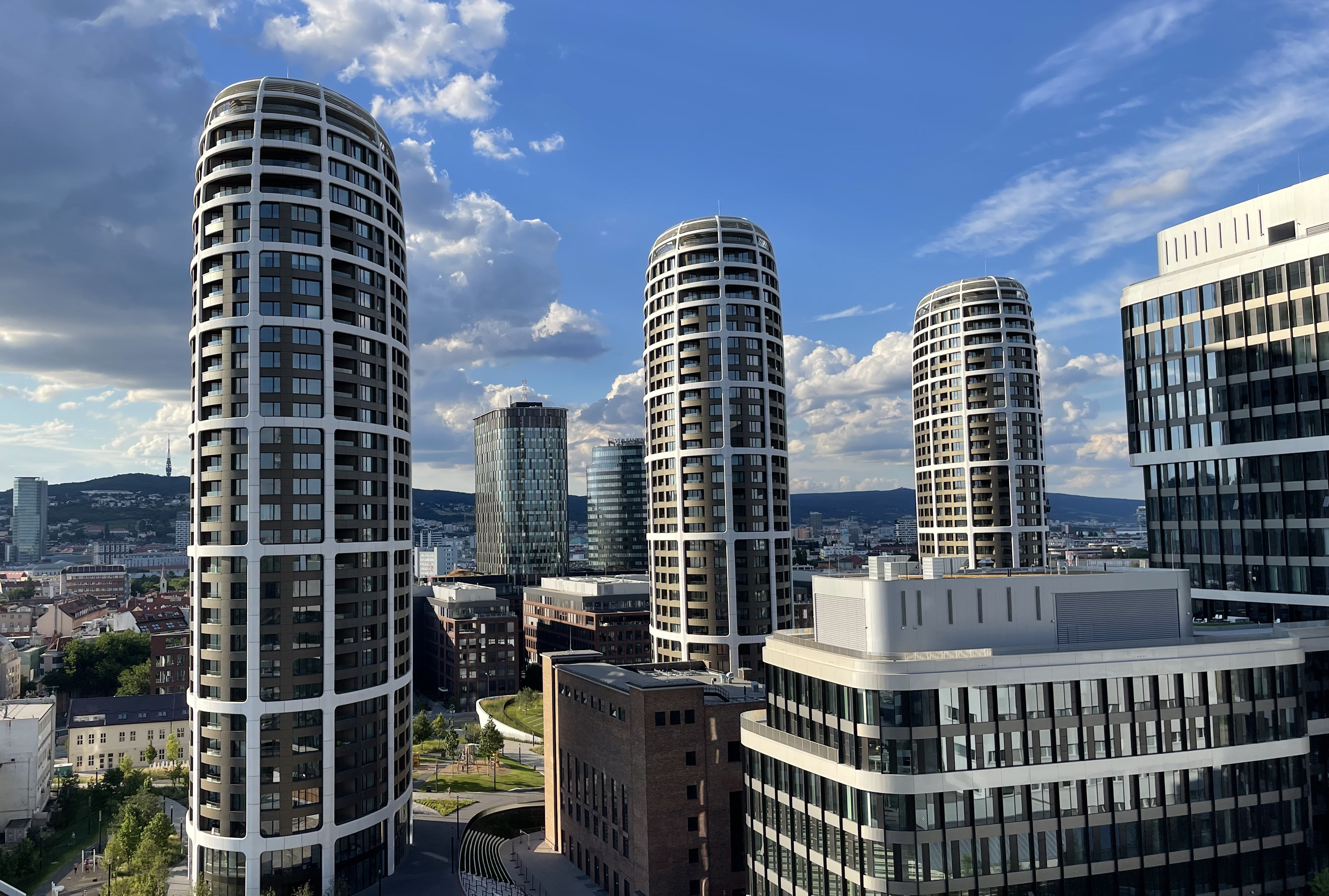
Vista del complejo en 2021.

Sky Park es un complejo de edificios de uso mixto en construcción en Bratislava, Eslovaquia. Se compone de una torre residencial principal que alcanzará una altura de 119 metros de altura (cuando se complete en 2027), cuatro torres residenciales idénticas de menor altura (105 metros), una torre de oficinas de 79 metros de altura y la renovación del monumento cultural nacional de la Planta de calefacción Jurkovič del arquitecto eslovaco Dušan Jurkovič. Entre las cinco torres residenciales, habría un total de 1441 apartamentos.

## Descripción
El complejo de edificios está situado en un antiguo polígono industrial situado entre las calles Čulenova, Bottova y Továrenská. El único edificio funcional del lugar que todavía se mantiene en pie es el monumento cultural nacional de la Planta de Calentamiento de Jurkovič de la antigua Refinería Apollo de Slovnaft, que fue restaurada.
Aunque el proyecto fue presentado en 2010, la construcción del mismo comenzó en diciembre de 2016. Las primeras tres torres residenciales se completaron en 2020. La construcción de la cuarta torre residencial comenzó en 2021 y se completó en 2024. Las cuatro torres albergan 1.048 apartamentos. La fachada del edificio es una mezcla personalizada, cálida y al mismo tiempo mate, concebida en un color bronce ligeramente desaturado con la profundidad y las propiedades de una superficie metálica.
El complejo de edificios incluye un parque con más de 35000 m2 de zonas verdes y fue diseñado por Zaha Hadid Architects y Townshend Landscape Architects en colaboración con el arquitecto eslovaco Igor Marko. El edificio de oficinas Sky Park fue rediseñado por Vietzke & Borstelmann Architekten.
Actualmente, está en marcha la construcción del quinto edificio residencial principal de gran altura, llamado Sky Park Tower. El edificio principal, con 393 apartamentos. Durante la creación de este edificio también se ampliará el parque. Con finalización prevista para 2027, será el último proyecto póstumo completado con participación directa de Zaha Hadid antes de su muerte en 2016.
El edificio de oficinas Sky Park representa la parte seccional del complejo. Fue diseñado por el estudio de arquitectura Vietzke & Borstelmann Architekten y se completó en 2021. El edificio tiene 18 plantas, 79 metros de altura y dispone de 31000 m2 de superficie alquilable. El edificio cumple con los requisitos de sostenibilidad según el Certificado LEED Gold otorgado en 2021 y también cumple con los requisitos de un entorno de trabajo saludable a través de la certificación WELL Gold otorgada el mismo año.

## Edificios
Sky Park consta de los siguientes edificios:
| Nombre                            | Imagen | Altura m (pies)    | Número de pisos | Año de finalización |
| --------------------------------- | ------ | ------------------ | --------------- | ------------------- |
| Sky Park Tower                    |        | 119 m (390,4 pies) | 33              | 2027/2028           |
| Sky Park Residence I              |        | 105 m (344,5 pies) | 31              | 2020                |
| Sky Park Residence II             |        | 105 m (344,5 pies) | 31              | 2020                |
| Sky Park Residence III            |        | 105 m (344,5 pies) | 31              | 2020                |
| Sky Park Residence IV             | 2024   | 105 m (344,5 pies) | 31              |                     |
| Sky Park Offices                  |        | 79 m (259,2 pies)  | 18              | 2021                |
| Planta de calefacción de Jurkovič |        |                    |                 | 2021                |

## Galería

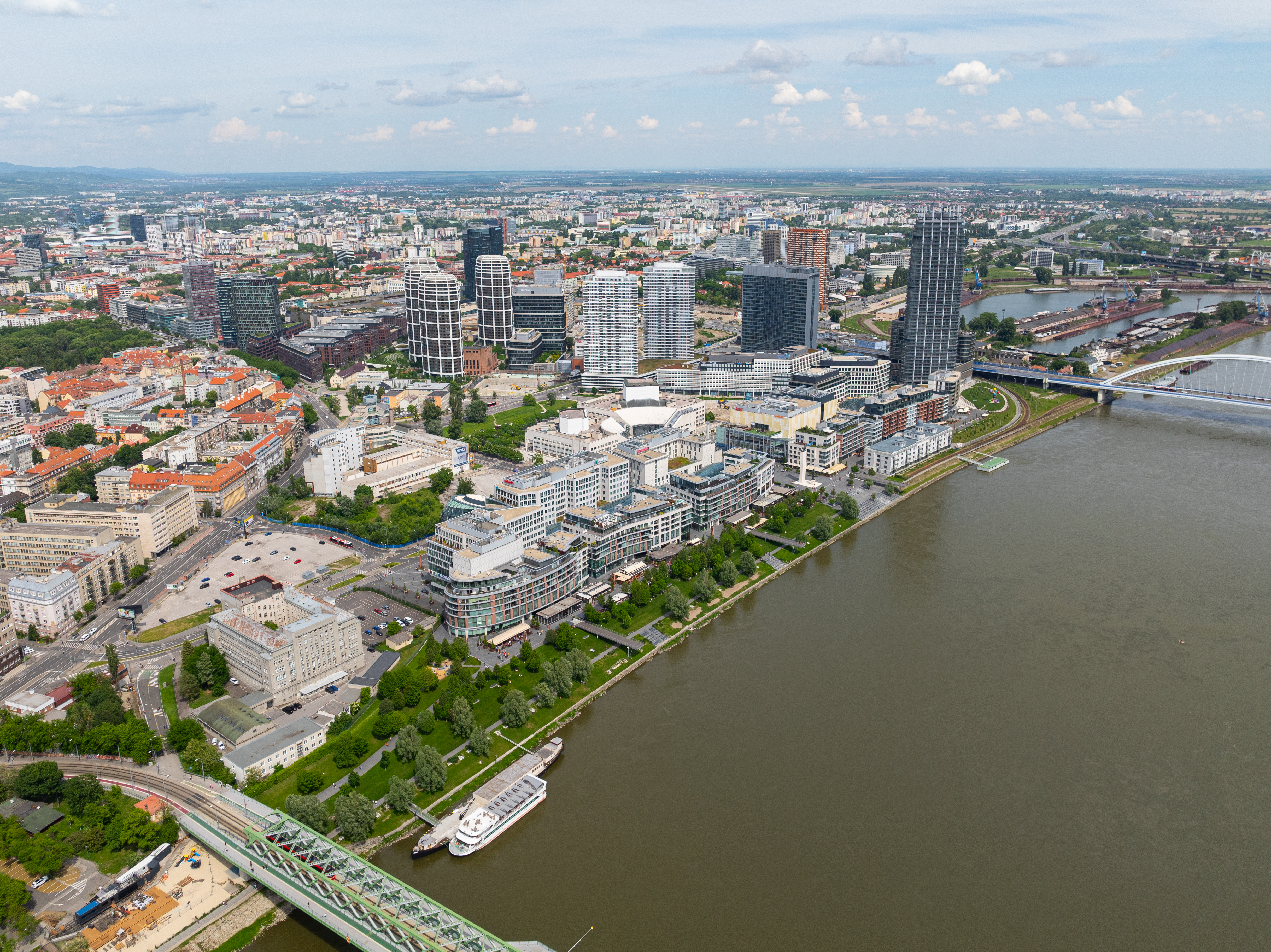
Vista de la nueva zona de Bratislava, con Sky Park (2024).
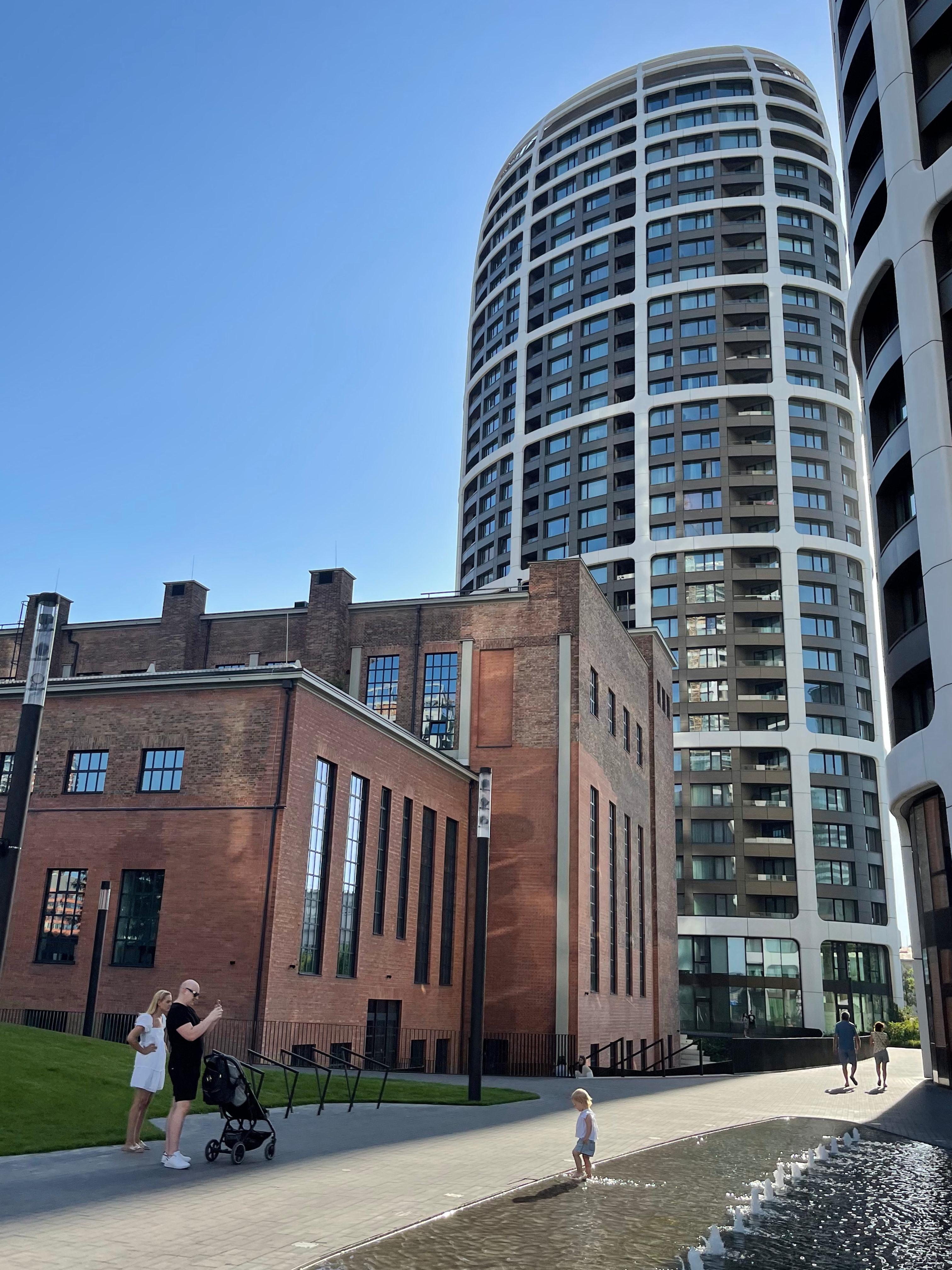
Torre residencial Sky Park y Planta de calefacción Jurkovič.
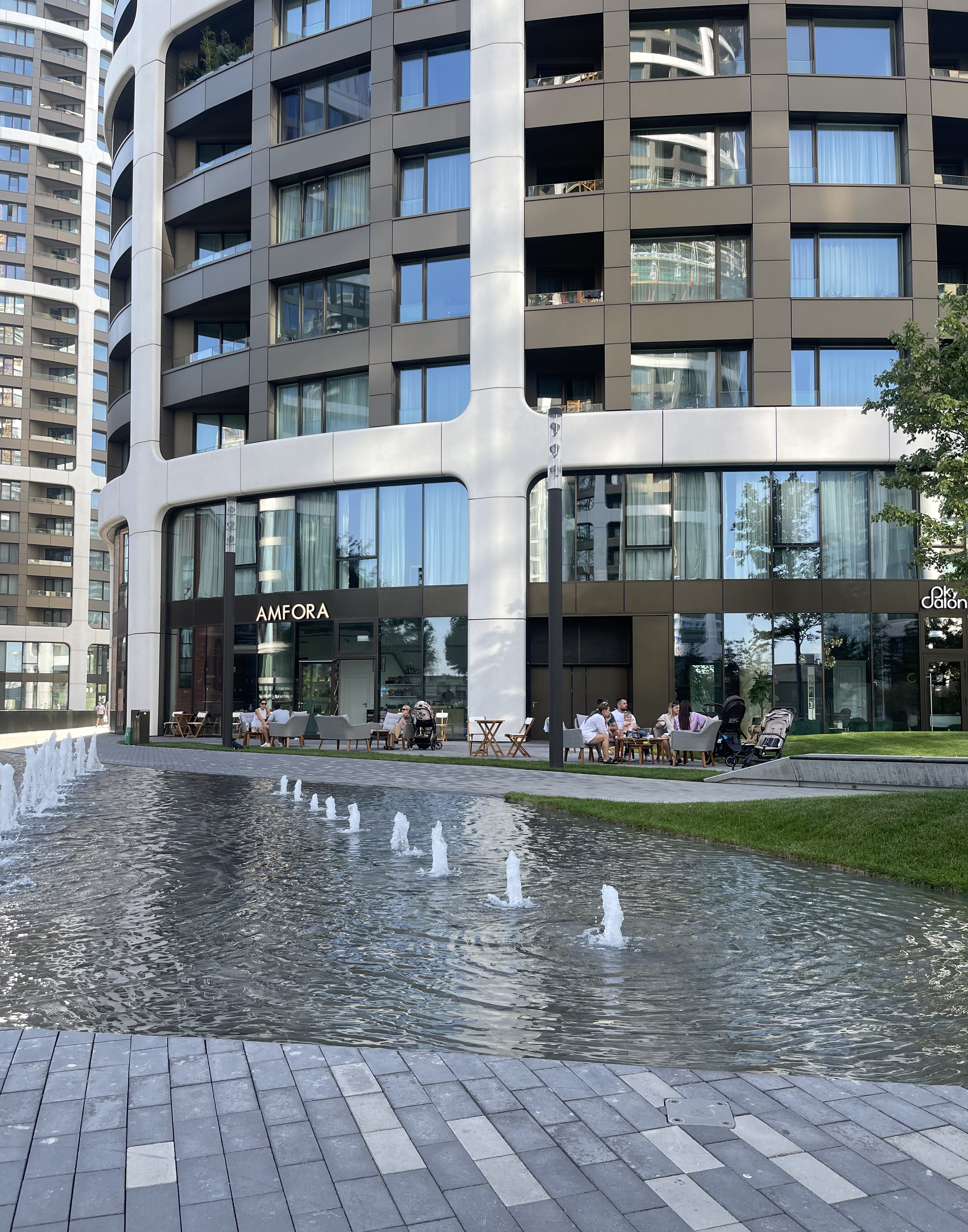
Fuente y cafetería en Sky Park.